# Лимитно-заборная карта
Лимитно-заборная карта — первичный документ, предназначенный для отпуска материалов, систематически потребляемых для изготовления продукции, а также для контроля за соблюдением лимитов.

## Определение
Лимитно-заборная карта — внутренний первичный документ, используемый для учёта отпуска со склада материальных запасов в производство в пределах утвержденного лимита.
Согласно п. 100 «Методических указаниям по бухучету МПЗ» лимитно-заборная карта используется для отпуска материалов, систематически потребляемых для изготовления продукции (выполнения работ и услуг), а также для контроля за соблюдением лимитов.
Типовая межотраслевая форма № М-8 «Лимитно-заборная карта» (ОКУД 0315005) была утверждена Постановлением Госкомстата РФ от 30.10.1997 № 71а. С 1 января 2013 года не является обязательным к применению в связи с принятием федерального закона от 06.12.2011 № 402-ФЗ «О бухгалтерском учёте».

## Порядок учёта лимитно-заборных карт
В пп. 99—101 «Методических указаниях по бухгалтерскому учёту материально-производственных запасов» описывается порядок учёта запасов с использованием «Лимитно-заборных карт», которые выписываются отделами снабжения (ОМТС) или планово-экономическими отделами (ПЭО) в 1—3 экземплярах сроком на один месяц (или на квартал при небольших объёмах отпуска материалов). На каждый склад выписывается отдельная лимитно-заборная карта.
Первый экземпляр лимитно-заборной карты до начала месяца (квартала) её действия передается получателю материалов, второй экземпляр — соответствующему складу. Третий экземпляр остается в ОМТС или ПЭО, для контроля.
Лицо, осуществляющее отпуск материалов, отмечает во всех экземплярах дату и количество отпущенных материалов, которые подтверждаются подписями получателя и заведующего складом (кладовщика).
Отпускаются только те материалы, которые указаны в лимитно-заборной карте, и в пределах установленных лимитов.
По лимитно-заборной карте производится также возврат неиспользованных материалов на склад.
В конце месяца (квартала) лимитно-заборные карты сдаются в бухгалтерию организации.
В случае отпуска материалов сверх лимита в лимитно-заборных картах проставляется штамп (надпись) «Сверх лимита». Отпуск материалов сверх лимита производится при наличии разрешения уполномоченных на это лиц. На документах указываются причины сверхлимитного отпуска материалов.